# Kanton Perpignan-7
Perpignan-7 is een voormalig kanton van het Franse departement Pyrénées-Orientales. Het kanton maakte deel uit van het arrondissement Perpignan. Het werd opgeheven bij decreet van 26 februari 2014 met uitwerking op 22 maart 2015.

## Gemeenten
Het kanton omvatte de volgende gemeenten:
- Perpignan (deels, hoofdplaats)
- Bompas